# Liste der Resolutionen des UN-Sicherheitsrates (1986)
Diese Liste der Resolutionen des UN-Sicherheitsrates nennt die 13 vom Sicherheitsrat der Vereinten Nationen im Jahr 1986 verabschiedeten Resolutionen.
| Nummer | Beschluss vom | Gegenstand                                                                  | Mission |
| ------ | ------------- | --------------------------------------------------------------------------- | ------- |
| 581    | 13. Februar   | Südafrika                                                                   |         |
| 582    | 24. Februar   | Irak – Islamische Republik Iran                                             |         |
| 583    | 18. April     | Israel – Libanon                                                            |         |
| 584    | 29. Mai       | Israel – Arabische Republik Syrien                                          |         |
| 585    | 13. Juni      | Zypern                                                                      |         |
| 586    | 18. Juli      | Israel – Libanon                                                            |         |
| 587    | 23. September | Israel – Libanon                                                            |         |
| 588    | 8. Oktober    | Irak – Islamische Republik Iran                                             |         |
| 589    | 10. Oktober   | Ernennung des Generalsekretärs, zweite Amtszeit von Javier Pérez de Cuéllar |         |
| 590    | 26. November  | Israel – Arabische Republik Syrien                                          |         |
| 591    | 28. November  | Südafrika                                                                   |         |
| 592    | 8. Dezember   | Israelisch besetzte Gebiete                                                 |         |
| 593    | 11. Dezember  | Zypern                                                                      |         |